# Đảo Đông Redonda
Đảo Đông Redonda là một hòn đảo thuộc tỉnh bang British Columbia, Canada. Đảo là một phần của quần đảo Discovery. Đảo nằm phía Bắc Công viên Hải dương eo biển Desolation, nằm ở ngoài khơi phía bắc của bán đảo Malaspina ở cửa Toba Inlet.
Đảo Đông Redonda tách ra khỏi đảo Tây Redonda thông qua Waddington Channel, Phía đông của hòn đảo tách ra từ đất liền qua Homfray Channel, ở cuối phía bắc của đảo là Pryce Channel.
Nửa phía đông của đảo là "khu bảo tồn sinh thái Đông Redonda", một khu bảo tồn rừng với diện tích 6,212 ha (15.350 mẫu Anh).
Điểm cao nhất trên đảo Đông Redonda là núi Addenbroke với 1.591 mét (5.220 feet). (50 ° 14 'N, 124 ° 41' W).
Cả hai đảo Đông Redonda và đảo Tây Redonda được tìm thấy vào năm 1792 bởi nhà thám hiểm Tây Ban Nha Galiano và Valdés và được đặt tên là Isla Redonda, có nghĩa là "vòng".

## Liên kết
- "Mount Addenbroke, British Columbia". Peakbagger.com.